# Matti Jutila

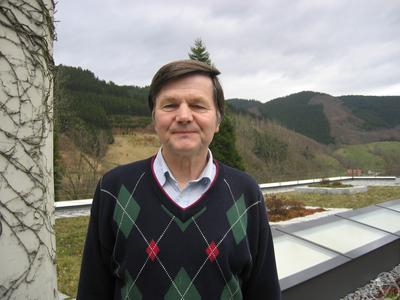
Matti Jutila

Matti Jutila (geboren 1943) is een Fins wiskundige en hoogleraar aan de Universiteit van Turku. Zijn aandachtsgebied is de analytische getaltheorie. 
Jutila is er herhaaldelijk in geslaagd de bovengrens van de constante van Linnik te verlagen.